# Toniná

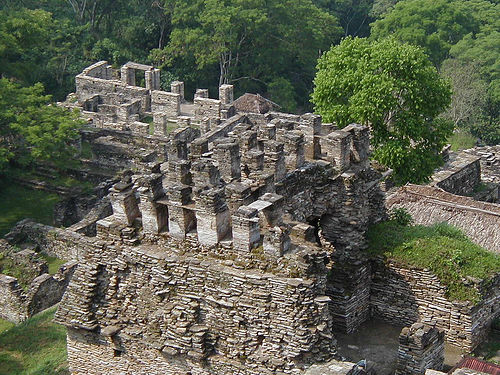
Maya-Tempel in Toniná

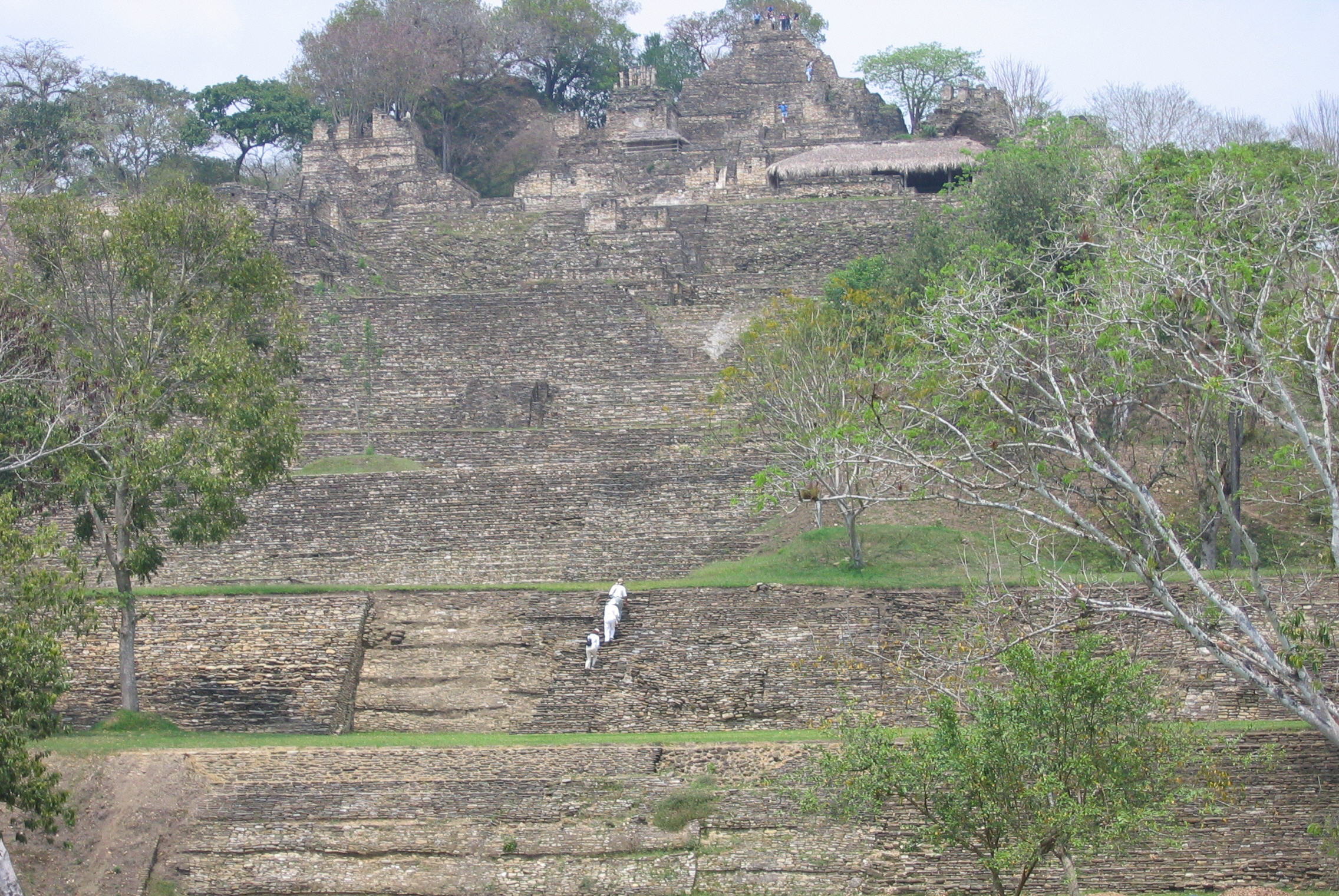
Maya-Ruinen in Toniná

Toniná ist eine Ruinenstadt der Maya im Bundesstaat Chiapas in Mexiko. Sie ist etwa 90 Kilometer von San Cristóbal de las Casas entfernt und befindet sich rund 14 Kilometer östlich des kleinen Ortes Ocosingo.
Übersetzt bedeutet Toniná so viel wie Haus der großen Steine. Bewohnt war die Stadt von ca. 400 bis 900 n. Chr. Sie ist am Hang eines Berges errichtet, der zu insgesamt sieben Pyramidenstufen geformt wurde. Toniná ist bekannt für die zahlreichen beschrifteten Stelen, Altäre und Stuckfriese. Die höchste der Pyramiden ist etwa 60 Meter hoch. Auch zwei große Ballspielplätze befinden sich auf der Anlage.
Die Herrscher in Toniná in aufsteigender Reihenfolge waren:
- B'alam Ya Acal – 6. Jahrhundert
- Chac B'olom Chaak – 6. Jahrhundert
- K'inich Hix Chapat – 595?-665
- Name unbekannt – 668-687
- K'inich B'aaknal Chaak – 688-715
- Name unbekannt – 717-723
- K'inich Ich'aak Chapat – 723 – ca. 739
- K'inich Tuun Chapat – 8. Jahrhundert
- Name nicht entziffert – 787-806
- Uh Chapat – 837
- Name unbekannt – 901

Bei einem Krieg gegen Palenque wurde dessen Herrscher K’inich K’an Joy Chitam II. 711 gefangen genommen.
Der letzte Eintrag in Hieroglyphen findet sich am Monument 101 und stammt aus dem Jahr 909.